# Nummer 1-hits in de Billboard Hot 100 in 1979
Deze hits stonden in 1979 op nummer 1 in de Billboard Hot 100.
| Datum        | Artiest                         | Titel                            |
| ------------ | ------------------------------- | -------------------------------- |
| 6 januari    | Bee Gees                        | Too much heaven                  |
| 13 januari   | Bee Gees                        | Too much heaven                  |
| 20 januari   | Chic                            | Le freak                         |
| 27 januari   | Chic                            | Le freak                         |
| 3 februari   | Chic                            | Le freak                         |
| 10 februari  | Rod Stewart                     | Da ya think I'm sexy?            |
| 17 februari  | Rod Stewart                     | Da ya think I'm sexy?            |
| 24 februari  | Rod Stewart                     | Da ya think I'm sexy?            |
| 3 maart      | Rod Stewart                     | Da ya think I'm sexy?            |
| 10 maart     | Gloria Gaynor                   | I will survive                   |
| 17 maart     | Gloria Gaynor                   | I will survive                   |
| 24 maart     | Bee Gees                        | Tragedy                          |
| 31 maart     | Bee Gees                        | Tragedy                          |
| 7 april      | Gloria Gaynor                   | I will survive                   |
| 14 april     | The Doobie Brothers             | What a fool believes             |
| 21 april     | Amii Stewart                    | Knock on wood                    |
| 28 april     | Blondie                         | Heart of glass                   |
| 5 mei        | Peaches & Herb                  | Reunited                         |
| 12 mei       | Peaches & Herb                  | Reunited                         |
| 19 mei       | Peaches & Herb                  | Reunited                         |
| 26 mei       | Peaches & Herb                  | Reunited                         |
| 2 juni       | Donna Summer                    | Hot stuff                        |
| 9 juni       | Bee Gees                        | Love you inside out              |
| 16 juni      | Donna Summer                    | Hot stuff                        |
| 23 juni      | Donna Summer                    | Hot stuff                        |
| 30 juni      | Anita Ward                      | Ring my bell                     |
| 7 juli       | Anita Ward                      | Ring my bell                     |
| 14 juli      | Donna Summer                    | Bad girls                        |
| 21 juli      | Donna Summer                    | Bad girls                        |
| 28 juli      | Donna Summer                    | Bad girls                        |
| 4 augustus   | Donna Summer                    | Bad girls                        |
| 11 augustus  | Donna Summer                    | Bad girls                        |
| 18 augustus  | Chic                            | Good times                       |
| 25 augustus  | The Knack                       | My Sharona                       |
| 1 september  | The Knack                       | My Sharona                       |
| 8 september  | The Knack                       | My Sharona                       |
| 15 september | The Knack                       | My Sharona                       |
| 22 september | The Knack                       | My Sharona                       |
| 29 september | The Knack                       | My Sharona                       |
| 6 oktober    | Robert John                     | Sad eyes                         |
| 13 oktober   | Michael Jackson                 | Don't stop 'til you get enough   |
| 20 oktober   | Herb Alpert                     | Rise                             |
| 27 oktober   | Herb Alpert                     | Rise                             |
| 3 november   | M                               | Pop muzik                        |
| 10 november  | Eagles                          | Heartache tonight                |
| 17 november  | Commodores                      | Still                            |
| 24 november  | Barbra Streisand & Donna Summer | No more tears (Enough is enough) |
| 1 december   | Barbra Streisand & Donna Summer | No more tears (Enough is enough) |
| 8 december   | Styx                            | Babe                             |
| 15 december  | Styx                            | Babe                             |
| 22 december  | Rupert Holmes                   | Escape (The piña colada song)    |
| 29 december  | Rupert Holmes                   | Escape (The piña colada song)    |

1940 ·
1941 · 
1942 ·
1943 ·
1944 ·
1945 ·
1946 ·
1947 ·
1948 ·
1949 ·
1950 ·
1951 ·
1952 ·
1953 ·
1954 ·
1955 ·
1956 ·
1957 ·
1958 ·
1959 ·
1960 ·
1961 ·
1962 ·
1963 ·
1964 ·
1965 ·
1966 ·
1967 ·
1968 ·
1969 ·
1970 ·
1971 ·
1972 ·
1973 ·
1974 ·
1975 ·
1976 ·
1977 ·
1978 ·
1979 ·
1980 ·
1981 ·
1982 ·
1983 ·
1984 ·
1985 ·
1986 ·
1987 ·
1988 ·
1989 ·
1990 ·
1991 ·
1992 ·
1993 ·
1994 ·
1995 ·
1996 ·
1997 ·
1998 ·
1999 ·
2000 ·
2001 ·
2002 ·
2003 ·
2004 ·
2005 ·
2006 ·
2007 ·
2008 ·
2009 ·
2010 ·
2011 ·
2012 ·
2013 ·
2014 ·
2015 ·
2016 ·
2017 ·
2018 ·
2019 ·
2020 ·
2021 ·
2022 ·
2023
- Nederland (Top 40)
- Nederland (Single Top 100)
- Vlaanderen (Radio 2 Top 30)
- Duitsland
- Verenigd Koninkrijk
- Verenigde Staten (Hot 100)